# Jordy Buijs
Jordy Buijs (Ridderkerk, 28 dicembre 1988) è un calciatore olandese, difensore del TSC Oosterhout.

## Carriera

### Nazionale
Ha giocato nelle nazionali giovanili olandesi Under-17, Under-18 ed Under-19.

## Palmarès

### Club

#### Competizioni nazionali
- Eerste Divisie: 1

De Graafschap: 2009-2010
- Premier's Plate: 2

Sydney FC: 2016-2017, 2017-2018
- Campionato australiano: 1

Sydney FC: 2016-2017
- FFA Cup: 1

Sydney FC: 2017